# Jenise Spiteri
Jenise Lynae Spiteri (* 20. September 1992 in Redwood City, Vereinigte Staaten) ist eine maltesische Snowboarderin.

## Biografie
Jenise Spiteri wurde am 20. September 1992 in Redwood City, Kalifornien geboren. Ihr Großvater stammt von Malta und migrierte in die Vereinigten Staaten, nachdem sein Haus im Zweiten Weltkrieg zerstört wurde. Ursprünglich hatte Spiteri den Wunsch Schauspielerin zu werden. In ihrer Jugend trat sie in mehreren Werbespots auf. Im Jahre 2010 begann Spiteri ihre Snowboardkarriere. Grund dafür war ein Socialmediaaufruf des Sierra Nevada College, das Athleten suchte, die am Folgetag in der Halfpipe-Disziplin antreten können. Fortan beschloss Spiteri für Malta an den Olympischen Winterspielen antreten zu wollen. Trotz mehrerer Verletzungen, darunter zwei Kreuzbandrisse 2012 und 2017 sowie ein Meniskusriss, hörte Spiteri mit dem Snowboarden nicht auf. Beim Weltcup 2014/15 verpasste sie die Qualifikation für die Olympischen Winterspiele 2018 nur knapp um einen Platz. Da ihr Sport mit steigenden Kosten verbunden war, lebte Spiteri in einem Auto, anschließend in einem Transporter und ging verschiedenen Gelegenheitsjobs nach.
Spiteri gelang schließlich die Qualifikation für die Olympischen Winterspiele 2022 in Peking. Mit ihrer Teilnahme war sie nach der Skirennläuferin Élise Pellegrin erst die zweite Person aus Malta, die an Olympischen Winterspielen teilnahm. Sie belegte im Halfpipe-Wettbewerb den 21. Platz.